# Blue Dart
Blue Dart est un projet de l'Institut de recherche Georgia Tech (GTRI) visant à construire un véhicule sous-marin autonome, parrainé par la Marine des États-Unis,,.